# Rothbach (Saußbach)
Pour les articles homonymes, voir Rothbach (homonymie).
Le Rothbach est un ruisseau, la branche principale droite du cours supérieur du Saußbach dans l'arrondissement de Freyung-Grafenau, qui à son tour rejoint le Wolfsteiner Ohe.

## Géographie
Le Rothbach prend sa source dans le Finsterauer Filz au sud du Sandberg (1 082 m) à environ 1 055 m d'altitude dans la forêt de Mauth, passe par le centre de ski de fond de Finsterau vers l'est en passant par Finsterau jusqu'au moulin de bois près de Hohenröhren dans la commune de Mauth. Là, il fusionne avec le Teufelsbach venant de la gauche, qui forme la frontière entre l'Allemagne et la Tchéquie sur près la moitié de son cours. La formation du Saußbach s'écoule d'abord dans la direction de l'afflux du Rothbach, approximativement au sud-sud-est.
Les affluents du Rothbach sont insignifiants et n'ont aucun nom sur la carte.